# Рибейро, Весли
Ве́сли Рибе́йро Си́лва (порт.-браз. Wesley Ribeiro Silva); родился 30 марта 1999 года, Салвадор) — бразильский футболист, вингер клуба «Интернасьонал».

## Клубная карьера
Весли — воспитанник клуба «Палмейрас». В 2019 году для получения игровой практики Рибейро на правах аренды перешёл в салвадорскую «Виторию». 9 июня в матче против «Спорт Ресифи» он дебютировал в бразильской Серии B. 11 августа в поединке против «Параны» Рибейро забил свой первый гол за «Виторию».
По окончании аренды Весли вернулся в «Палмейрас». 29 января 2020 года в поединке Лиги Паулиста против «Оэсте» Рибейро дебютировал за основной состав. 16 августа в матче против «Гояса» он дебютировал в бразильской Серии A. 1 октября в поединке Кубка Либертдорес против боливийского «Боливара» Рибейро забил свой первый гол за «Палмейрас». В том же году он помог клубу завоевать Кубок Либертадорес и выиграть Кубок Бразилии.
В 2021 году Весли во второй раз подряд стал обладателем Кубка Либертадорес.

## Достижения
Командные
 «Палмейрас»
- Обладатель Кубка Бразилии (1): 2020
- Обладатель Кубка Либертадрес (2): 2020, 2021